# 库尔尚
库尔尚（法語：Courchamps，法語發音：[kuʁʃɑ̃] ⓘ）是法国曼恩-卢瓦尔省的一个市镇，位于该省东南部，属于索米尔区。

## 地理
库尔尚（47°12'4"N, 0°10'1"W）面积6.99 平方千米，位于法国卢瓦尔河地区大区曼恩-卢瓦尔省，该省份为法国西部内陆省份，大致对应安茹地区，北起顺时针与马耶讷省、萨尔特省、安德尔-卢瓦尔省、维埃纳省、德塞夫勒省、旺代省、大西洋卢瓦尔省和伊勒-维莱讷省接壤。
与库尔尚接壤的市镇（或旧市镇、城区）包括：锡宰拉马德莱娜、勒库德赖马库阿尔、迪斯特雷、莱叙尔姆。

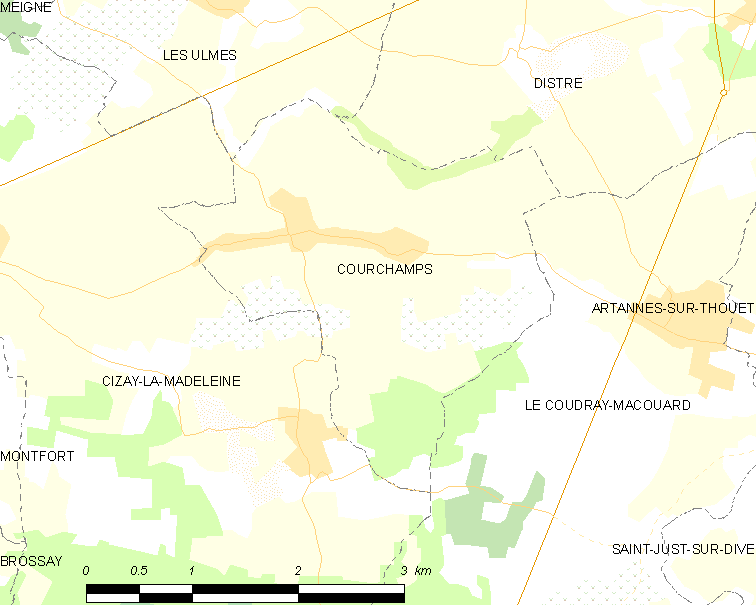
库尔尚的OSM定位图

库尔尚的时区为UTC+01:00、UTC+02:00（夏令时）。

## 行政
库尔尚的邮政编码为49260，INSEE市镇编码为49113。

## 政治
库尔尚所属的省级选区为安茹地区杜埃县。

## 人口

1962-2008年间库尔尚人口变化图示

库尔尚于2022年1月1日时的人口数量为530人。